# Stadtwerke Energie Jena-Pößneck
Die Stadtwerke Energie Jena-Pößneck GmbH (kurz: Stadtwerke Energie) ist ein deutsches Energieversorgungsunternehmen mit Sitz in Jena. Das Versorgungsgebiet der 1991 gegründeten Tochtergesellschaft der Stadtwerke Jena GmbH umfasst Jena, Pößneck und die Region Ostthüringen, somit 23 Städte. Dort fungiert das Unternehmen als Grundversorger.
Das Jenaer Unternehmen betreibt ein Netzgebiet von 370 km2 und beliefert seine Kunden mit Strom und Erdgas.  Weiterhin unterhalten die Stadtwerke Energie ein ausgedehntes Fernwärmenetz in Jena, Pößneck und Blankenhain sowie über die Tochtergesellschaft job auch in Hermsdorf.  Als Partner des Zweckverbandes JenaWasser kümmert sich das Stadtwerk um alle technischen Anlagen zur Wasserversorgung und Abwasserentsorgung und ist verantwortlich für die kaufmännische Betriebsführung des Verbandes.
Die Stadtwerke Energie Jena-Pößneck sind ein Querverbundunternehmen, das neben der Energieversorgung über verschiedene Tochtergesellschaften auch in den Bereichen Wohnen und Services tätig ist. Die Stadtwerke Energie gehören zum kommunalen Unternehmensverbund Stadtwerke Jena GmbH mit dessen Kompetenzfeldern Energie, Wohnen, Mobilität, Freizeit und Services.

## Geschichte
1862 gründete sich die städtische Gasanstalt für Haushalt und Gewerbe, ca. 1870 wurden die Wasserwerke angegliedert. 1902 erfolgte die Gründung der Jenaer Elektricitätswerke Aktien-Gesellschaft zur Verteilung von Strom und zum Betrieb der Straßenbahn. 1952 entstand der VEB Energieverteilung Jena, der über verschiedene Zwischenstufen in den VEB Energiekombinat Süd (1970) und 1990/91 die Ostthüringer Energieversorgung AG überführt wurde.
Am 23. April 1991 gründete sich die Stadtwerke Jena GmbH mit den Anteilseignern Stadt Jena (51 %) und Saarberg-Fernwärme GmbH (49 %). 1992 übernahm das Stadtwerk die Fernwärme- und Gasversorgung Jenas, 1993 folgte die Übernahme der Betriebsführung für den Wasser- und Abwasserzweckverband Jena. Im Jahr 2000 fusionierten die Stadtwerke Jena und Pößneck zu den Stadtwerken Jena-Pößneck. 2002 erwarben die Stadtwerke 94 Prozent der Geschäftsanteile der größten Jenaer Wohnungsgesellschaft (jenawohnen). 2007 ging die Biogasanlage Jena-Zwätzen und 2008 das Biomasseheizkraftwerk Hermsdorf in Betrieb. Seit 2011 versorgen die Stadtwerke Energie ihre Kunden mit einem Strommix ohne Kernkraft, seit Sommer 2013 ausschließlich mit grünem Strom aus europäischer Wasserkraft. Darüber hinaus setzt das Unternehmen vorrangig auf Energie, die durch das umweltfreundliche Verfahren der Kraft-Wärme-Kopplung bereitgestellt wird und betreibt selbst Anlagen zur Erzeugung erneuerbarer Energien.
Im Jahr 2011 hat sich der Gesellschafterkreis der Stadtwerke Energie verändert, die Thüga AG München wurde neuer Gesellschafter mit einem Anteil von 20 Prozent. Mit Wirkung vom 1. Januar 2012 erwarb die 2011 gegründete BürgerEnergie Jena eG 2 Prozent der Anteile – die erste Beteiligung einer Bürgerenergiegenossenschaft an Stadtwerken in einer Großstadt in Deutschland – mit dem Ziel, die regionale Energieerzeugung zu intensivieren und die Energiewende vor Ort gemeinsam mit den Bürgern erlebbar zu gestalten. Für ihr Engagement zeichnete die Agentur für Erneuerbare Energien die Stadt Jena 2014 als Energie-Kommune aus.

## Gesellschafter
(Stand 2023)
| Stadtwerke Jena GmbH        | 72,1 % (100 % Beteiligung der Stadt Jena)   |
| Stadtmarketing Pößneck GmbH | 5,9 % (100 % Beteiligung der Stadt Pößneck) |
| Thüga AG, München           | 20 %                                        |
| BürgerEnergie Jena eG       | 2 %                                         |

## Tochtergesellschaften
- Stadtwerke Jena Netze GmbH
- jenawohnen GmbH
- job Jenaer Objektmanagement- und Betriebsgesellschaft mbH
- varys. Gesellschaft für Software und Abrechnung mbH
- ASI Anlagen Service Instandhaltung GmbH
- Biogas Jena GmbH & Co. KG
- Biogas Beteiligung GmbH
- jENERGIE GmbH

## Beteiligungen
- Trianel Windpark Borkum der Trianel-Gruppe
- JenaTV
- Thüga Erneuerbare Energien GmbH & Co. KG
- Biogas Milda GmbH & Co. KG
- Stifter der Klimaschutzstiftung Jena-Thüringen
- und weitere

## Wärmestrategie
Spätestens 2040 wollen die Stadtwerke Energie ihre Kunden mit klimaneutraler Fernwärme beliefern. Gemeinsam mit 36 Thüringer Fernwärmeversorgern wurde eine Wärmenetzstrategie 2040 erarbeitet, die einen Transformationspfad hin zur nahezu CO 2 -freien Wärmeversorgung aufzeigt. Die bisher stark auf fossilem Erdgas basierende Wärmeerzeugung wird sich künftig aus einer Vielzahl an Technologien und erneuerbaren Wärmequellen speisen.